# قاي غاردنر
قاي غاردنر (بالإنجليزية: Guy Gardner)‏ (و. 1948  م) هو ضابط، ورائد فضاء أمريكي.

## التعليم
تعلم في كلية تدريب الطيارين الاختباريين الأمريكية ‏، وأكاديمية سلاح الجو الأمريكي، وجامعة بيردو.

## الخدمة العسكرية
خدم في القوات الجوية الأمريكية.

## جوائز
حصل على جوائز منها:
- صليب الطيران المتميز
- وسام الاستحقاق الأمريكي برتبة فيلق
- نوط الجو.